# Фудбал у Грчкој
Фудбал је у Грчкој један од најпопуларнијих спортова.

## Мушка фудбалска репрезентација
Наступили су три пута на Светском првенству, први пут 1994. године у САД. Најбољи резултат репрезентација је остварила пласманом у осмину финала на Светском првенству у Бразилу 2014. године. Меч осмине финала су изгубили од Костарике након извођења једанаестераца, било је 1:1 у регуларном делу.
Прво појављивање Грчке на великим такмичењима је било на Европском првенству 1980. у Италији, али су били без победе до првог сусрета на Европском првенству 2004. у Португалу када су поразили домаћина Португал резултатом 2:1. Грчка је изненађујуће освојила првенство, победивши у четвртфиналу браниоца титуле Французе, фаворизовану Чешку у полуфиналу и Португал у финалу голом Ангелоса Харистеаса. У групној фази су остварили по једну победу, нерешено и пораз. Кладионице су пре првенства Грцима давале врло мале шансе да освоје трофеј. Док су једни оспоравали титулу због одбрамбено оријентисане и неатрактивне игре, други су славили селектора Немца Ота Рехагела, који је постао грчки национални јунак. Рехагел је постао први страни тренер неке репрезентације који је освојио Европско првенство. Тадашњи капитен репрезентације Теодорос Загоракис је био проглашен за најбољег играча финалне утакмице и на првенству.
Грчка је једна од десет националних тимова који су били победници Европског првенства у фудбалу. Поред тог успеха, остварили су један пласман у четвртфинале осам година касније на првенству које је одржано у Пољској и Украјини. Од тријумфа у Португалу 2004, грчка репрезентација се квалификовала на наредна четири од седам завршних такмичења, закључно са Светским првенством 2018. године у Русији.
Године 2005. учествовали су на Купу конфедерација у Немачкој, али без запаженијег резултата. Највиши пласман Грчке на Фифиној ранг-листи је осмо место у априлу 2008. године. Утакмице као домаћин углавном игра на стадиону Караискакис у Пиреју. Највише наступа у репрезентацији има Јоргос Карагунис са 139 одиграних утакмица, а најбољи стрелац је Никос Анастопулос са 29 постигнутих голова.

## Ривалство Панатинаикоса и Олимпијакоса
Панатинаикос је основан 1908. у центру Атине, и представљао је вишу класу града. Олимпијакос је основан 1925. у Пиреју, атинској луци, и тако је привукао присталице из радничке класе. Ове разлике у класама су допринеле још већој нетрпељивости ова два клуба. Данас, навијачи оба клуба су скоро једнаки о том питању.
Олимпијакос и Панатинаикос имају бројне навијаче који их прате у домаћим и међународним утакмицама. Хулиганство је све чешћа појава између њихових навијача у последњих неколико година, укључујући од разбијања седишта на стадиону, туча, ватромета до немира на улицама. Инциденти су најчешћи пре и после дербија, као што је то било 29. марта 2007. када је на смрт избоден 22-годишњи Михалис Филопулос, навијач Панатинаикоса, пред утакмицу женских одбојкашких екипа између ова два клуба. Тај догађај је изазвао велико изненађење у Грчкој, и наредне две недеље све спортске манифестације су биле отказане.
Олимпијакос је најуспешнији фудбалски клуб у Грчкој, има 81 званичних титула, док Панатинаикос има 43. Такође је Олимпијакос успешнији у међусобним дуелима. Оба клуба су по једанпут освојила Балкански куп.
Олимпијакос је постао први и једини грчки тим који је подигао трофеј УЕФА, освојивши Лигу конференције Европе у сезони 2023–24, савладавши Фиорентину у финалу. Поред тога, омладински тим Олимпијакоса освојио је УЕФА омладинску лигу у истој сезони, победивши Милан у финалу.

## Такмичења
Управно тело фудбала у Грчкој је фудбалски савез Грчке, који управља следећим такмичењима и тимовима:

### Лиге

#### Мушкарци
- Суперлига Грчке — прва лига

### Куп

#### Мушкарци
- Куп Грчке

#### Жене
- Куп Грчке

### Репрезентације

#### Мушкарци
- Репрезентација Грчке

#### Жене
- Репрезентација Грчке